# Диклосмта
Диклосмта́, Дзана-Корт, Барза-Лам (чечен. Дукълуо-Лам, чечен. Дуьхьалха-Корта, груз. დიკლოსმთა) — горный массив в восточной части Большого Кавказа на гребне Снегового хребта, являющегося природной границей Чечни, Дагестана и Грузии. Топонимия: (чечен. Дукълуо-Лам), в переводе «Снеговой хребет». В основном сложен нижнеюрскими глинистыми сланцами и песчаниками.
Массив многовершинный, наиболее высокие вершины:
- Центральная Диклосмта, высота 4285 м (высшая точка массива, координаты 42°31’ северной широты и 45°46’ восточной долготы);
- Восточная Диклосмта, высота 4275 м;
- Западная Диклосмта.

От соседних вершин и горных массивов отделён перевалами:
- Восточный Дикло, высота 3780 м
- Западный Дикло, высота 3715 м
- Нислия, высота 3870 м

Массив имеет значительное оледенение, общая площадь девяти крупных постоянных ледников — 5,1 км². Ледники питают реки Хуландой, Черо, Гакко, а также притоки реки Харгабе.

## Этимология
С чеченского название горы переводится как «Передняя (противоположная) вершина».
В дореволюционной географической литературе гора Диклос-Мта упоминается как Дзана-Корт. Что буквально переводится как «Гора, просящая дождя» — название, своими корнями уходит в языческое прошлое. Ф. В. Тотоев, Дзана-Корт упоминает как чеченское название горы.

## История
Исследованием горы (ледника) начиная с 1885 года занималась геолог К. Н. Россикова.
В августе 1892 года немецкий путешественник Готфрид Мерцбахер первым поднялся на эту вершину.

## Населённые пункты
У подножья горы располагаются сельские населённые пункты: грузинские — Дикло (к юго-западу) и Ибцохи (к югу); чеченские — Хуландой (к северу); цезское — Хушет (к югу) и аварское Гакко (к востоку).

## Галерея
- Горный массив Диклосмта. Харгенахская долина
- Вид на ледники Диклосмта в долине Харгабе-ахк
- Диклосмта из долины Харгабе Кавказская экспедиция графа Деши Морица 1897 год
- Ледники Диклосмта, взятые в верховьях долины Харгабе-ахк 1897 год